# Kill After Kill
Kill After Kill — шестой студийный альбом канадской спид-метал-группы Exciter, вышедший в 1992 году.

## Список композиций
Все песни написаны Джоном Риччи и Дэном Бихлером.
1. «Rain of Terror» — 5:04
2. «No Life No Future» — 3:53
3. «Cold Blooded Murder» — 3:55
4. «Smashin 'em Down» — 3:09
5. «Shadow of the Cross» — 5:26
6. «Dog Eat Dog» — 3:18
7. «Anger, Hate & Destruction» — 4:26
8. «The Second Coming» — 4:35
9. «Born to Kill» (live) — 4:08

## Участники записи
- Дэн Бихлер (Dan Beehler) — ударные, вокал
- Джон Риччи (John Ricci) — гитара
- Дэвид Ледден (David Ledden) — бас-гитара